# Верховинско-Путильское низкогорье
Верховинско-Путильское низкогорье — межгорная область в Украинский Карпатах, в пределах Ивано-Франковской и частично Черновицкой областей. Простирается узкой полосой от бассейна верхнего течения реки Прут в (Яблуницкий перевал) в г. Сучавы (на границе с Румынией), разделяя Гуцульщину на две части. С севера и северо-востока примыкает к Горганам и Покутско-буковинским Карпатам, а с запада и юго-запада — с Братковского хребта, Черногоры и Гринявских гор. Высота до 900—1000 м. Поверхность междуречий плоская. Склоны пологие, террасированые. Еловые леса, реже — буковые, вторичные леса. В долинах рек — сельхозугодья.
Густо заселена. Крупнейшие населённые пункты: Ворохта, Верховина, Путила. Крупнейшие реки: Черный Черемош, Белый Черемош, Путила. Район рекреации. Северо-западная часть низкогорья лежит в пределах Карпатского природного национального парка.